# Christian Fassnacht
Christian Fassnacht, född 11 november 1993, är en schweizisk fotbollsspelare som spelar för Young Boys. Han representerar även det schweiziska landslaget. 

## Karriär
Den 25 juli 2023 värvades Fassnacht av Norwich City, där han skrev på ett tvåårskontrakt med option på ytterligare ett år. Den 31 december 2024 blev Fassnacht klar för en återkomst i Young Boys, där han skrev på ett kontrakt fram till sommaren 2027.